# Quang Trung, Tứ Kỳ
Quang Trung là một xã thuộc huyện Tứ Kỳ, tỉnh Hải Dương, Việt Nam.
Xã Quang Trung có diện tích 8,68 km², dân số năm 1999 là 7243 người, mật độ dân số đạt 834 người/km².
Là một xã từ sau Cách mạng tháng 8 khi sáp nhập 4 xã trong lịch sử là: xã An Định (có thôn An Hộ), xã An Lao (có thôn An Hưng), xã An Tứ, xã Mậu Công (có thôn An Vĩnh).
Nhân vật:
Ông Phạm Nguyên Lương (Phạm Văn Niếp), Bí thư huyện ủy Tứ Kỳ đầu tiên (1946), người làng An Hưng.

## Danh lam cổ tích
Làng An Tứ xưa có: 2 đình (đình Thượng thôn và đình Hạ thôn), 2 chùa, 3 miếu (Miếu Cả, Miếu Lâu, Miếu cũ ); và đền Độ My.